# Sphecosoma matta
Sphecosoma matta är en fjärilsart som beskrevs av D.Jones 1914. Sphecosoma matta ingår i släktet Sphecosoma och familjen björnspinnare. Inga underarter finns listade i Catalogue of Life.